# Rete tranviaria di Jenakijeve
La rete tranviaria di Jenakijeve è la tranvia che serve la città ucraina di Jenakijeve.